# Maria Florea
Maria Claudia Florea (* 3. Mai 1995) ist eine rumänische Leichtathletin, die sich auf den Mittelstreckenlauf spezialisiert hat.

## Sportliche Laufbahn
Erste internationale Erfahrungen sammelte Maria Florea im Jahr 2011, als sie bei den Jugendweltmeisterschaften nahe Lille im 800-Meter-Lauf mit 2:12,98 min in der ersten Runde ausschied. 2013 schied sie bei den Junioreneuropameisterschaften in Rieti über 800 Meter mit 2:10,85 min ebenfalls im Vorlauf aus und erreichte im 1500-Meter-Lauf in 4:50,90 min Rang 15. Im Jahr darauf schied sie dann bei den Juniorenweltmeisterschaften in Eugene über 1500 Meter mit 4:25,12 min in der Vorrunde aus. 2019 belegte sie bei den Balkan-Meisterschaften in Prawez in 4:34,79 min den achten Platz über 1500 Meter und 2021 wurde sie bei den Balkan-Hallenmeisterschaften in Istanbul in 4:17,60 min Vierte. Ende Juni gewann sie dann bei den Freiluftmeisterschaften in Smederevo in 4:21,01 min die Bronzemedaille über 1500 m und belegte in 2:05,64 min den vierten Platz im 800-Meter-Lauf. Im Jahr darauf gewann sie bei den Balkan-Meisterschaften in Kraljevo in 4:17,81 min die Silbermedaille hinter der Türkin Şilan Ayyıldız und 2023 belegte sie bei den Balkan-Meisterschaften in Kraljevo in 4:19,76 min den fünften Platz.
2021 wurde Florea rumänische Hallenmeisterin im 800- und 1500-Meter-Lauf.

## Persönliche Bestleistungen
- 800 Meter: 2:05,64 min, 26. Juni 2021 in Smederevo
  - 800 Meter (Halle): 2:06,76 min, 6. Februar 2021 in Bukarest
- 1500 Meter: 4:17,19 min, 4. Juni 2021 in Cluj-Napoca
  - 1500 Meter (Halle): 4:20,17 min, 5. Februar 2021 in Bukarest